# Référendum danois de 1992
Le référendum danois de 1992 a lieu le 2 juin 1992 afin de permettre à la population du Danemark de se prononcer sur la ratification du Traité sur l'Union européenne communément appelé Traité de Maastricht.
Le traité est rejeté par 50,72 % des suffrages exprimés. Il conduit le gouvernement à négocier plusieurs options de retrait dans les domaines régaliens, conduisant l'année suivante à un vote en faveur du traité lors d'un second référendum.

## Contexte
Le référendum fait suite à l'adoption du traité par le Parlement danois en mai 1992, par 125 voix contre 25. Dans le cas de lois statuant sur le transfert des pouvoirs nationaux à des autorités supranationales, la constitution danoise impose une consultation populaire si le projet ne parvient pas à réunir la majorité qualifiée des cinq sixième des membres du Folketing, soit en 1992 un total de 150 voix sur 180. Une telle majorité n'ayant pas été atteinte, un référendum est requis.
Pour qu'un résultat rejetant la proposition soit officiellement valide, les voix contre doivent atteindre la majorité absolue des suffrages exprimés, ainsi qu'au moins 30 % du total des électeurs inscrits sur les listes électorales,.

## Résultats
| Choix               | Votants   | Votants | Inscrits | Inscrits |
| Choix               | Voix      | %       | %        | Quorum   |
| ------------------- | --------- | ------- | -------- | -------- |
| Pour                | 1 606 442 | 49,28   | 40,55    |          |
| Contre              | 1 653 289 | 50,72   | 41,73    | ✔ 30 %   |
|                     |           |         |          |          |
| Votes valides       | 3 259 731 | 99,06   | 82,27    |          |
| Blancs et invalides | 30 879    | 0,94    | 0,78     |          |
| Total des votants   | 3 290 610 | 100,00  | 83,05    |          |
|                     |           |         |          |          |
| Abstentions         | 671 395   |         | 16,95    |          |
| Inscrits            | 3 962 005 | 100,00  |          |          |

| Pour 1 606 442 (49,28 %) |  |  | Contre 1 653 289 (50,72 %) |
| ▲                        |  |  |                            |
| Majorité absolue         |  |  |                            |

## Conséquences
Le traité de Maastricht est rejeté par 50,72 % des suffrages exprimés, et 41,73 % des électeurs, franchissant ainsi le quorum exigé. Le résultat donne lieu au sommet et aux accords d'Édimbourg, qui définissent des options de retrait pour le Danemark au traité de Maastricht dans plusieurs domaines régaliens comme la justice, la police, et la défense ainsi que sur l'Euro. L'année suivante, un deuxième référendum voit la population voter pour le traité et l'entrée du Danemark dans l'Union européenne.